# The Complete Works of Charles Darwin Online
The Complete Works of Charles Darwin Online (lub Darwin Online) – wolnodostępna strona internetowa, zawierająca całkowity dorobek dzieł drukowanych i rękopisów Karola Darwina i materiały dodatkowe.
Przy pomocy powyższej strony zostały udostępnione dzieła Charlesa Darwina w postaci oryginalnej, czyli anglojęzycznej oraz przekłady tych dzieł na języki: polski, niemiecki, rosyjski, francuski, włoski, hiszpański, portugalski, duński. Najwięcej dzieł Charlesa Darwina udostępniono w języku angielskim. 
W języku polskim udostępniono:
- O powstawaniu gatunków drogą doboru naturalnego, czyli o utrzymywaniu się doskonalszych ras w walce o byt
- Zmienność zwierząt i roślin w stanie kultury
- O pochodzeniu człowieka
- Wyraz uczuć u człowieka i zwierząt
- Dobór płciowy

## Przegląd
Darwin Online to projekt badawczy University of Cambridge. Jego celem jest udostępnianie wszystkich dzieł drukowanych i zachowanych rękopisów (poza nieopublikowanymi listami), które zostały zgromadzone w ramach Darwin Correspondence Project. Darwin Online zawiera największą listę ujętych w bibliografii publikacji Darwina i największy katalog rozproszony publikacji i rękopisów uczonego. Na stronie udostępniony jest również obszerny zbiór dodatkowych materiałów, takich jak recenzje książek Darwina, opisy okazów zwierząt i roślin, jakie zgromadził podczas podróży statkiem HMS Beagle, nekrologów i wspomnień, jak również prac cytowanych lub czytanych przez Darwina. Strona opisuje również ogólnie historię projektu i zawiera komentarze, zarówno w formie zgromadzonych materiałów źródłowych jak i specjalnie przygotowane dla tego projektu.
Projekt datuje się od 2002; początkowo stworzono wersję pilotażową The writings of Charles Darwin on the web, która w październiku 2006 została zastąpiona obecną stroną. Uruchomienie strony zyskało duży rozgłos, a projekt został szeroko zrecenzowany przez fachowe publikacje biologiczne i bibliotekoznawcze.
Strona zawiera co najmniej jedną kopię wszystkich znanych publikacji Darwina, zarówno w wersji tekstowej (ok. 66 tysięcy stron) jak i graficznej (ok. 80 tys. grafik). Większość materiałów nie była wcześniej dostępna w Internecie i nie była nawet w żaden sposób reprodukowana. Nowe pozycje są ciągle wyszukiwane i dodawane wraz z nowymi edycjami i tłumaczeniami.
W kwietniu 2008 opublikowano prywatne pisma Darwina. Wydarzenie to było największą dotychczasową publikacją nowych materiałów na temat Darwina. Zbiór obejmuje ok. 20 tys. pozycji, składających się z ok. 90 tys. grafik. Jedną z nich jest pamiętnik Emmy Darwin (1808–1896), żony Darwina.
Dostęp do strony jest otwarty, nie pobiera się żadnych opłat. Jest objęta prawem autorskim z pozwoleniem na wykorzystanie niekomercyjne.

## Sponsoring
Projekt był finansowany z prywatnych środków założyciela Johna van Wyhe'a od 2002 do 2005. W latach 2005–2008 projekt był sponsorowany przez brytyjski Arts and Humanities Research Council i Charles Darwin Trust. Główny beneficjent, John van Wyhe, jest dyrektorem projektu. Obecnie projekt jest wspierany przez darowizny osób prywatnych.